# Dammarie-lès-Lys
Dammarie-lès-Lys (tên chính thức Dammarie-les-Lys) là một xã ở tỉnh Seine-et-Marne, thuộc vùng Île-de-France ở miền bắc nước Pháp.

## Dân số
Người dân ở Dammarie-lès-Lys được gọi là Dammariens.
Ước tính năm 2005, xã này có dân số là 21.300.

## Thnanhf phố kết nghĩa
- Montebelluna, Ý, từ 1987